# Кесарије Ђакон
Кесарије Африканац, Кесарије Ђакон, Свети Кесарије Афрички (3. век) – мученик и светитељ из Терачина. 
Православна црква га прославља заједно са свештеником Јулијаном 1. новембра.

## Живот
Свети Кесарије, ђакон из Африке, пострадао је у месту Терачини (Италија). Путујући у Рим, због незгоде, свети Кесарије се зауставио у Терачини. Ту је 1. јануара требало да буде принет младић Лукијан на годишњу жртву идолу Аполону. Требало је да буде бачен са литице. Кесарије се успротивио таквој жртви. Аполонов слуга по имену Фирминије заробио је светитеља и послао га конзулу по имену Леонтије, који је наредио жртву. Замак у који је доведен светац срушио се, а Фирминије је остао затрпан под рушевинама.
Свети Кесарије је стављен у тамницу на месец дана, након чега је изведен на суђење. Међутим, конзул Леонтије ја изненада поверовао у Исуса Христа, и причестивши се од свештеника по имену Јулијан, умре као хришћанин. Лусурије, који је уместо њега постао конзул, осудио је Кесарија и Јулијана на утапање. Ставили су их у врећу и бацили у море. Лусурија је, на путу за Рим, ујела змија, од чега је умро, како је предвидео свети Кесарије на испитивању. Тела светих Кесарије и Јулијана избачена су на обалу, где их је пронашао монах по имену Јевсевије. Његове молитве на њиховој гробници многе су довеле до покајања, многе је крстио свештеник по имену Феликс. Заузврат, Јевсевија и Феликса ухватио је син конзула Леонтија, посекао их је и бацио у реку. Њихова тела је пронашао и сахранио свештеник по имену Кварт из Капуе.
У 4. веку, цар Валентинијан I је излечен на гробу светог Кесарија у Терачини. Одлучио је да мошти светитеља пренесе у Рим. Прво су постављени у храм на Палатинском брду, а затим су пренети у новосаграђени храм на Апијевом путу, који је постао познат као Храм Светог Кесарија на Палатину.
Катедрала у Терачини посвећена је Светом Кесарију и Светом апостолу Петру.